# Mor Yakub d'Sarugh-kerk
De Mor Yakub d'Sarugh-kerk ook wel Sint Jacob van Sarugh genoemd is een Syrisch-orthodox kerkgebouw in de stad Enschede, in de provincie Overijssel. Het is een religieus centrum voor de Aramese gemeenschap in Twente en gewijd aan Jacob van Sarugh, een van de belangrijkste dichters en theologen van de Syrisch-orthodoxe traditie.

## Geschiedenis
Het kerkgebouw werd in 1983 aangekocht en vervolgens verbouwd tot kerk. In augustus 1984 werd het gebouw geopend door Zijne Heiligheid patriarch Ignatius Zakka I Iwas, en op 7 juli 1985 werd het officieel ingezegend door aartsbisschop Mor Julius Yeshu Çiçek. In 1996 werd het oude herenhuis, dat als gemeenschapsruimte diende, gesloopt. Op deze plek verrees een multifunctioneel centrum met een ruime gemeenschapszaal, bestuurskantoren en klaslokalen voor de kerkschool.

## Gemeente
De Syrisch-orthodoxe gemeenschap van Enschede telt anno augustus 2007 ongeveer 450 gezinnen, wat neerkomt op ongeveer 1800 tot 2000 gelovigen. De gemeenschap staat onder leiding van priester Abuna David Çitgez, afkomstig uit het dorp Kafro Elayto in Tur Abdin in Zuidoost-Turkije.

## Naamgever
De kerk is gewijd aan Mor Jacob van Sarugh, bijgenaamd ‘‘de Harp van de Heilige Geest’’. Hij werd rond 451 geboren in Kurtam aan de Eufraat en genoot zijn opleiding aan de beroemde school in Edessa. Hij werd vooral bekend door zijn religieuze poëzie (mimre), waarin hij dogmatische en theologische thema’s verwerkte. Mor Jacob d'Sarugh verzette zich fel tegen de besluiten van het Concilie van Chalcedon (451) en bleef een uitgesproken verdediger van de Syrisch-orthodoxe leer. In 519 werd hij benoemd tot bisschop van het gebied Sarugh. Hij overleed in 523 en wordt ook door andere oosterse kerken, zoals de Maronitische Kerk, als heilige vereerd.